# Acción por la República

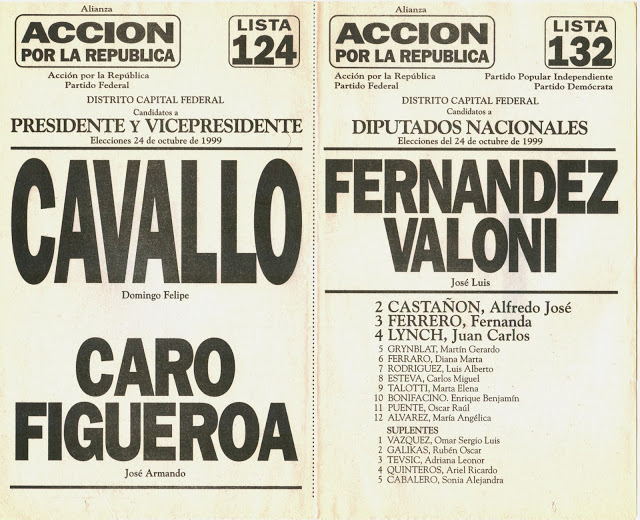
Boleta de Cavallo en 1999.

Acción por la República (AR) es un partido político argentino de tendencia liberal conservadora, fundado por el que fuera ministro de economía, Domingo Cavallo, en los gobiernos de Carlos Menem y Fernando de la Rúa. Actualmente tiene presencia en la provincia de Corrientes, donde forma parte de la coalición de gobierno Encuentro por Corrientes.

## Historia
Acción por la República tuvo su punto de partida con la reunión en el Círculo Italiano de Buenos Aires, el 23 de abril de 1997. Disertaron en aquel encuentro Cavallo y Sturzenegger, junto a Guillermo Francos, José Luis Fernández Valoni y otros. Esa noche hablaron de sus motivos, explicaron su propuesta. Declararon los principios rectores del nuevo partido: libertad, decencia y solidaridad. El mensaje, sin embargo, no se diluía en nebulosas retóricas, y esto se dejó sentado desde el comienzo, desde el bautismo mismo del movimiento. Predominaría la acción sobre el discurso; se trabajaría a partir de mesas técnicas y de ateneos de discusión en contacto con la gente.
En las posteriores Bases de Acción Política se leería: "Acción por la República conforma sus bases políticas con los aportes provenientes de la tradición republicana liberal de la organización nacional, con la tradición yrigoyenista de libertades democráticas y fidelidad al mandato constitucional, con la vocación ética del socialismo y la preocupación por la justicia social del peronismo".
En consecuencia, no se daban mayores obstáculos para el acercamiento de otras agrupaciones jóvenes como Nueva Dirigencia: había la intención de construir una alternativa sólida para las elecciones legislativas de octubre. Un mes más tarde, el 26 de mayo, se firmó el Acta Constitutiva. El partido cobraba forma legal. "Ahora que vivimos en un país que tiene democracia, que respeta las libertades individuales, que tiene una economía estable y abierta, pues tenemos que avanzar hacia el perfeccionamiento de nuestras instituciones para que también tengamos todas esas otras cuestiones que son tan esenciales para el bienestar de los argentinos", dijo Cavallo y luego vaticinó: "Hoy estamos constituyendo el partido político aquí en la capital, esperamos hacerlo muy pronto en la provincia de Buenos Aires y en otros distritos como para en un plazo no muy largo constituirnos en un partido nacional".
La propuesta de octubre se materializaba rápidamente. El 19 de julio, Acción por la República y Nueva Dirigencia presentaron el Plan de Convertibilidad Social y distribuyeron un borrador que desarrollaba, entre otros, los siguientes puntos: el fortalecimiento entre la educación y la capacitación, el apoyo a las pymes mediante la simplificación de la normativa laboral, la reducción de los impuestos al trabajo, el fortalecimiento de la lucha contra la evasión fiscal y la eficiente administración de los recursos del estado. Agosto, cercano a las elecciones, fue un mes de intensa campaña. Cavallo encabezaba la lista de candidatos a diputado por la Capital Federal, y Beliz la de legisladores porteños. Sumado a la difusión de la Convertibilidad Social, se elevaba un reclamo de transparencia. El exministro de economía insistía en sus denuncias, a pesar de la lluvia de querellas en su contra. A propósito de los sufragios tan próximos, Fernández Valoni diría a un diario porteño que "la gente está esperando el momento de dar un espaldarazo como vanguardia en la lucha contra el crimen organizado". Por su parte, Beliz recorría las calles de la ciudad repartiendo su libro "No robarás".
En la provincia de Buenos Aires, Sturzenegger lideraba una coalición de A.R. con el Partido Federal, Nueva Dirigencia, el Partido Demócrata Progresista, el Partido Conservador, la UCeDe y el Partido Nacionalista Constitucional. En Córdoba, el primer candidato era César Albrisi. Comparativamente, Acción por la República contaba con recursos muy limitados. El partido no se apoyaba en grandes estructuras, sino en la necesidad de modificar tales edificios. Los sufragios del 26 de octubre significaron, sin embargo, las tres primeras bancas. Cavallo, Francos y Albrisi conformarían un bloque en la Cámara de Diputados. Este bloque se fortalecería, dos años más tarde, cuando junto con la candidatura de Domingo Cavallo para Presidente se ganaron diez bancas más en todo el país, siendo elegidos como diputados Guillermo Eduardo Alchouron y Franco Caviglia por la provincia de Buenos Aires; Alfredo J. Castañón, José Luis Fernández Valoni y Fernanda Ferrero por la ciudad de Buenos Aires; Arnoldo Lamisovsky por Córdoba; Jorge Baldrich por Mendoza; Carlos Castellani por Santa Fe; y Marcelo Dragan por Tierra del Fuego. 
Cavallo se postuló a la presidencia en 1999, en contienda con el candidato del Partido Justicialista, Eduardo Duhalde y el candidato que resultó ganador, Fernando de la Rúa, de la Alianza. En dicha contienda, Cavallo obtuvo cerca de 2 millones de votos (algo más de 10 % de los votos).
En marzo del 2000, Domingo Cavallo juntó nuevamente sus fuerzas con Gustavo Beliz para formar la coalición Encuentro por la ciudad, para las elecciones -del 7 de mayo como Jefe y Vicejefe de Gobierno de la ciudad de Buenos Aires, respectivamente. Cavallo quedó segundo con el 33,2% de los votos y habilitado para la segunda vuelta, pero renunció a participar antes de que se realizara, ganando la elección Aníbal Ibarra. Como resultado de esta elección, se obtuvieron 20 bancas para la Legislatura porteña.
En las elecciones legislativas de 2001, el partido sufrió una derrota severa al no lograr la renovación de sus parlamentarios. En las elecciones presidenciales de 2003, Cavallo respaldó la candidatura del expresidente Carlos Menem. En las elecciones de mitad de mandato de 2005, Cavallo resolvió volver a presentarse en el primer puesto de los candidatos a diputado de la lista de Acción por la República en Capital Federal. El 24 de septiembre de ese año, Cavallo renunció de su postulación a diputado nacional, alegando que su partido no lo acompañaba.
En 2009 conformó junto al Partido Autonomista el frente Movimiento Consenso Federal.
Actualmente forma parte de la coalición provincial Encuentro por Corrientes en la provincia de Corrientes, el único distrito donde cuenta con personeria jurídica actualmente.